# Ömer Güleryüz
Ömer Güleryüz (* 1997) je turecký hráč fotbalu amputovaných, který hraje jako útočník za Etinesgut BS a tureckou reprezentaci.
Narodil se v roce 1997 s vrozenou vadou levé nohy. S fotbalem začal v šesti letech. Ve 13 letech začal hrát za Yeditepe. V roce 2013 byl poprvé povolán do reprezentace. V roce 2018 vstřelil 30 gólů v turecké lize, které se stal nejlepším střelcem. Zúčastnil se Mistrovství Evropy 2017 a Mistrovství Evropy 2021, v obou případech získal zlatou medaili. Hrál také na Mistrovství světa 2018, kde vstřelil hattrick v zápase proti Itálii. Stal se nejlepším střelcem turnaje a nejužitečnějším hráčem turnaje.